# Purwodeso
Purwodeso is een bestuurslaag in het regentschap Kebumen van de provincie Midden-Java, Indonesië. Purwodeso telt 1882 inwoners (volkstelling 2010).